# Haumea rehderi
Haumea rehderi is een tweekleppigensoort uit de familie van de Pectinidae. De wetenschappelijke naam van de soort is voor het eerst geldig gepubliceerd in 1960 door Grau.